# Dimorf gombák
| - C. albicans (fonalas) - C. albicans (élesztő)            |
| Kétalakú gomba: fonalas, illetve sarjadzó Candida albicans |

A dimorf gombák (kétalakú gombák) olyan gombák, melyek elő képesek fordulni penész/gombafonalas/szálas, illetve élesztő (egysejtű növekedésű) formában is. Ilyen például a Penicillium marneffei:
- Szobahőmérsékleten fonalas szerkezetben,
- Testhőmérsékleten sarjadzó formában (élesztőként) nő.

Táptalajon növeszthetők fonalasan (szaprofita vagy penész fázis), a szervezetben sarjadzanak (parazita vagy élesztő fázis).
A dimorf gombák jellemzője, hogy környezeti tényezők kiválthatják az unicelluláris és a fonalas alak közötti, általában visszafordítható átalakulást. Környezeti tényező a hőmérsékleten kívül lehet anaerob környezet, magas szén-dioxidkoncentráció, alacsony pH, magas cAMP-szint, nitrogénéhezés, szilárd táptalaj (ahol a gyorsabban növekvő gombafonalak könnyebben elérik a tápanyagot mint a különálló sejtek) stb. Ha a környezeti feltételek a sejtes alaknak kedveznek (pl. vizes közeg), a dimorf átalakulás fordított irányban is lejátszódhat, a kialakult hifák egysejtű élesztősejtekké fragmentálódnak.
Gyakran egy harmadik, fonalas alak, a pszeudomicéliumos is előfordul; míg a pszeudohifa a táptalaj felszínén növő, a sejtosztódás után szeparáció hiányában együtt maradó, hosszúkás, egyedi sejtek láncolata, a szeptumok mentén befűződésekkel, addig a valódi hifa olyan elágazó, fonalas csőszerű struktúra, melyek invazív növekedésűek és valódi szeptumok taglalják.
Több dimorf gombafaj potenciális növényi vagy humánpatogén, esetükben a kétalakúság nem csak a megjelenési forma, hanem az életmód megváltozásával is jár. Közéjük tartozik a Coccidioides immitis, Paracoccidioides brasiliensis, a Candida albicans, az Ustilago maydis, a Blastomyces dermatitidis, a Histoplasma capsulatum, a Sporothrix schenckii és az Emmonsia-fajok. A nem patogén fajoknál (pl. Schizosaccharomyces japonicus, a dimorfizmuskutatás egyik modellszervezete) a fonalas alak kialakulása a tápanyagban gazdag, de távolabb eső területek elérését teszi lehetővé.